# De Rey
De Rey es un cultivar de higuera tipo Higo Común Ficus carica bífera, color morado con zona verde amarillento. Se cultivan en zonas del Algarve (Portugal) y en Extremadura.

## Sinonimias
- „Figo Rei“,[4]

## Historia
Dentro de la Unión Europea, España es, junto a Grecia y Portugal, el mayor productor de higos.
El cultivo extensivo de las higueras era tradicional en Portugal, especialmente en las regiones del Algarve, Moura, Torres Novas y Mirandela. Se cosechaban los llamados figos vindimos, que tenían como destino el mercado de los higos secos, para el consumo humano o industrial, pero también para la alimentación de los animales.
Era un higueral de baja densidad, entre 100 y 150 higueras por hectárea, con árboles de gran porte, baja productividad y mucha mano de obra. Todo esto, unido a la fuerte competencia de los higos provenientes del norte de África y Turquía, provocó un progresivo abandono de este cultivo.
Hoy día se está recuperando, pero orientada la producción para su consumo en fresco, imponiéndose variedades más productivas adaptadas a las exigencias y gustos del mercado, aumentando las densidades de plantación e incluso aportando la posibilidad de riego. La producción de higos para el mercado de fruta fresca tiene dos épocas distintas de producción. Una en mayo, junio y julio, que es la época de los figos lampos (brevas); y otra en agosto y septiembre, hasta las primeras lluvias, que es la época de los figos vindimos (higos).

## Características
La higuera 'De Rey' es una variedad bífera, variedad tipo Higo Común porte semierecto ,vigor medio ,densidad de ramificación escasa, ramas colgantes ausentes, protuberancias ausentes o muy escasas.
Poco productiva en brevas y en higos. Las brevas de color verde y tamaño grande maduran en la primera decena de julio y los higos desde la segunda decena de agosto hasta primeros de octubre.
Los higos 'De Rey' tienen forma piriforme, su piel es fina, elástica y muy brillante, de color morado con zona verde amarillento. Son densos, firmes y flexibles. Esta variedad presenta muy buena aptitud para manipulación.
Los frutos pueden ser consumidos en fresco, secos o en almíbar. Es muy sensible al cultivo en condiciones severas de secano, perdiendo los frutos buena parte de su calidad y disminuyendo drásticamente su calibre.

## Cultivo
Se trata de una variedad poco adaptada al cultivo de secano, necesita un buen nivel de humedad para mantener los higos en el árbol y que tengan un buen calibre.
La producción de 'De Rey' solo es viable en regiones donde tengan un buen nivel de humedad de suelo o con regadío. Se cultiva en el Algarve en Portugal, en Extremadura y asimismo es planta de jardín,